# Davis (Dakota del Sud)
Davis è un comune (town) degli Stati Uniti d'America della contea di Turner nello Stato del Dakota del Sud. La popolazione era di 85 abitanti al censimento del 2010.
Davis fu progettata nel 1893, e deve il suo nome in onore di un primo colono.

## Geografia fisica
Davis è situata a 43°15′29″N 96°59′35″W (43.257921, -96.993129).
Secondo lo United States Census Bureau, la città ha una superficie totale di 1,11 km², dei quali 1,11 km² di territorio e 0 km² di acque interne (0% del totale).
A Davis è stato assegnato lo ZIP code 57021 e lo FIPS place code 15540.

## Società

### Evoluzione demografica
Secondo il censimento del 2010, c'erano 85 abitanti.

### Etnie e minoranze straniere
Secondo il censimento del 2010, la composizione etnica della città era formata dal 100% di bianchi, lo 0% di afroamericani, lo 0% di nativi americani, lo 0% di asiatici, lo 0% di oceanici, lo 0% di altre razze, e lo 0% di due o più etnie. Ispanici o latinos di qualunque razza erano lo 0% della popolazione.